# Критичні нотатки з національного питання
Критичні нотатки з національного питання — стаття  Леніна. Написана у жовтні — грудні 1913 року. Опублікована у більшовицькому журналі «Просвещеніє» 1913 року, № 10, 11, 12.
Написання статті передували реферати Леніна з національного питання, які були прочитані влітку 1913 року в низці міст Швейцарії — Цюріху, Женеві, Лозанні та Берні. Восени 1913 Ленін виступив з доповіддю з національного питання на Поронінській нараді партійних працівників ЦК РСДРП. Після доповіді Леніна було прийнято написану ним резолюцію. Після наради Ленін розпочав роботу над статтею .
Поряд із статтями «Про національну гордість великоросів» та «Про право націй на самовизначення» ця стаття викладає основні положення декларованої національної програми більшовиків:
повна рівноправність націй
- жодних безумовно привілеїв жодної нації, жодної мови;

право націй на самовизначення
- вирішення питання про політичне самовизначення націй, тобто державне відділення їх, цілком вільним, демократичним шляхом;

єдність рабочіх усіх націй
- вимога безумовної єдності та повного злиття робітників усіх національностей у всіх робочих організаціях, професійних, кооперативних, споживчих, освітніх та всяких інших.

В статті визначається
- Буржуазний націоналізм і пролетарський інтернаціоналізм — ось два непримиренно-ворожі гасла, які відповідають двом великим класовим таборам усього капіталістичного світу і виражають дві політики в національному питанні. (Ленін, 1985, с. 6.)